# Horváth Gábor (színművész)
Horváth Gábor (1967. –) magyar színész.

## Életpályája
Önmagáról mesélte:

„Bakonszegről, Berettyóújfalu mellől származom. Már óvodásként táncdalénekes vagy színész szerettem volna lenni.”

A szentesi Horváth Mihály Gimnáziumban érettségizett 1985-ben, irodalmi-drámai tagozaton. Abban az évben csoportos szereplőként – két osztálytársával, Mészáros Istvánnal és Zelei Gáborral – szerződtették a szolnoki Szigligeti Színházhoz. Azóta a társulat tagja.

„…imádok „színházat csinálni” diákokkal is. Szerencsémre már számos amatőr előadás létrejöttében segíthettem. Talán azért is szeretem a velük való közös alkotó munkát, mert olyankor úgy érzem magam, mintha még mindig lázadó, szabad diák lennék…”

Felesége Karika Márta, a Szolnoki Bartók Béla Kamarakórus tagja. Két fiuk született.

## Színházi szerepeiből
- William Shakespeare: Vízkereszt, vagy amit akartok... Curio
- William Shakespeare: Romeo és Júlia... Benvolio, Romeo barátja; Baltazár, Romeo legénye
- William Shakespeare: Lóvá tett lovagok... Dumain, a király kíséretében
- William Shakespeare: A makrancos hölgy... Biondello, Lucentio szolgája
- William Shakespeare: IV. Henrik... Vernon (Sir Richard)
- William Shakespeare: A velencei kalmár... Balthasar, Portia szolgája
- Molière: Danin György... Dandin szolgája
- Molière: Úrhatnám polgár... Szabómester
- Friedrich Schiller: Stuart Mária... Belliévre Gróf, Franciaország nagykövete
- Johann Wolfgang von Goethe: Clavigo... Buenco
- Heinrich von Kleist: AZ eltört korsó... Ruprecht, Tuskó Vitus fia
- Stendhal: Vörös és fekete... Ügyész
- Mark Twain: Koldus és királyfi... Tom Canty
- E. T. A. Hoffmann: Cinóber... Papagáj
- Szophoklész: Oidipusz... Csepürágó
- Arisztophanész: Lüszisztráté... Undoresztesz
- Euripidész: Iphigeneia... Hírnök
- Thornton Wilder: A mi kis városunk... Howie Newsome
- Friedrich Dürrenmatt: A fizikusok... Richard Voss, detektívfelügyelő
- Friedrich Dürrenmatt: Szent Johanna... La Tremouille herceg, főkamarás
- Nyikolaj Vasziljevics Gogol: A revizor... Pjotr Ivanovics Dobcsinszkij, földbirtokos
- Anton Pavlovics Csehov: A meggyeskert/Cseresznyéskert... Jepihodov
- Anton Pavlovics Csehov: Ivanov... Gavrila
- Oscar Wilde: Bunbury... Merriman, komornyik
- George Bernard Shaw: Szent Johanna... La Tremouille herceg, főkamarás
- Brandon Thomas – Aldobolyi Nagy György – Szenes Iván: Charley nénje... Stephen Spittigue, oxfordi ügyvéd
- Reginald Rose: Tizenkét dühös ember... 4. sz. Esküdt
- Arthur Miller: Pillantás a hídról... A Bevándorlási Hivatal második tisztje
- Georges Feydeau: A női divat... Bassinet
- Jaroslav Hašek: Švejk, a derék katona... Von Schwarzburg
- Noël Coward: Vidám kísértet... Dr. Bradman
- Martin McDonagh: A kripli... Béna Billy
- Graham Chapman – John Cleese – Terry Gilliam – Eric Idle – Terry Jones – Michael Palin: Gyalog galopp... Sir Galahad; Dennis
- Vörösmarty Mihály: Csongor és Tünde... Balga
- Jókai Mór: A kőszívű ember fiai... Lánghy
- Nagy Ignác: Tisztújítás... Virágos György
- Tóth Ede: A falu rossza... Jóska, béres
- Mikszáth Kálmán: Szent Péter esernyője... Majzik, glogovai tanító
- Heltai Jenő: A néma levente... Tiribi, a király udvari bolondja
- Szép Ernő: Patika... Jóvér Jani
- Szép Ernő: Vőlegény... Zoli
- Gábor Andor: Dollárpapa... Rosenthal, orvos
- Bíró Lajos: Sárga liliom... Zsivkovics János (kereskedő)
- Hunyady Sándor: A három sárkány... Borza (postaaltiszt)
- Rejtő Jenő: vesztegzár a Grand Hotelben... Sedlintz, egészségügyi tanácsos
- Móricz Zsigmond: Úri muri... Ködmön András
- Weöres Sándor: A kétfejű fenevad... Monti-Perger Salom, bankár
- Déry Tibor: A tanúk... Honvéd
- Romhányi József: Hamupipőke... Szakács-Takács-Ács-Kovács
- Németh László: Bodnárné... Gazda
- Szabó Magda: Régimódi történet... Alföldi úr
- Schwajda György: Rákóczi tér... Rendőr
- Schwajda György: A rátóti legényanya... Béla szabó
- Fábri Péter: Rinaldo Rinaldini... Bellano, a Titokzatos Korzikai
- Háy Gyula: Isten, császár, paraszt... Chlum Jan
- Fényes Szabolcs – Nóti Károly: Nyitott ablak... Őrmester
- Kálmán Imre: Zsuzsi kisasszony... Színigazgató
- Lehár Ferenc: Luxemburg grófja... Lanchester
- Lehár Ferenc: A víg özvegy... Kromov
- Huszka Jenő: Lili bárónő... Malomszeghy báró
- Jacobi Viktor: Leányvásár... Jefferson, titkár
- Szirmai Albert – Bakonyi Károly – Gábor Andor: Mágnás Miska... Eleméry gróf; Leopold, főkomornyik
- Somogyi Gyula – Eisemann Mihály – Zágon István: Fekete Péter... Benetti
- Szörényi Levente – Bródy János: Kőműves Kelemen... Benedek
- Várkonyi Mátyás – Miklós Tibor: Sztárcsinálók... Britannicus
- Hunyady Sándor – Makk Károly – Bacsó Péter – Tasnádi István – Németh Zoltán: A vöröslámpás ház... Tekla papa
- Leonard Bernstein: West Side Story... Arab
- John Kander – Fred Ebb: Cabaret... Schultz
- Sólem Aléchem – Joseph Stein – Jerry Bock: Hegedűs a háztetőn... Náhum, koldus
- Lázár Ervin: A kisfiú meg az oroszlánok... Kikiáltó
- Horváth Péter – Presser Gábor – Sztevanovity Dusán: A padlás... Detektív
- Alan Alexander Milne: Micimackó... Malacka
- Rudyard Kipling – Békés Pál – Dés László – Geszti Péter: A dzsungel könyve... Csil
- L. Frank Baum – Schwajda György: Óz, a nagy varázsló... Bádogember
- Carlo Collodi: Pinokkió kalandjai... Bagoly doktor
- Kiss József: Szenzációóó! Csinn-bum Cirkusz... Góliát
- David Seidler: A király beszéde... Stanley Baldwin, brit miniszterelnök

## Filmek, tv
- Brandon Thomas: Charley nénje (színházi előadás tv-felvétele, 2021)

## Rendezése
- Benedek Elek – Matuz János – Horváth Gábor: Tündérkopac (Szolnoki Szigligeti Színház, 2012. december 12. Matuz Jánossal közösen rendezte)